# Aldington (Kent)
Pour les articles homonymes, voir Aldington.
Aldington est une paroisse civile et un village du Kent, en Angleterre.